# Albert Koerttgé
Albert Koerttgé, né le 21 janvier 1861 à Strasbourg et mort le 18 mars 1940 à Heiligenstein (Bas-Rhin), est un graveur, aquarelliste, architecte et enseignant français.

## Biographie
Albert Koerttgé est né le 21 janvier 1861 à Strasbourg,,.
Albert Koerttgé suit une formation technique de dessinateur en architecture de 1880 à 1884 à Strasbourg puis à Paris. Après un voyage d'études à Londres, Albert Koerttgé entreprit un voyage autour du monde (Malte, Tunisie, Palestine, Égypte) interrompu à Bombay en 1885 par la fièvre et un rapatriement sanitaire à Strasbourg. Albert Koerttgé exerça quelques années en qualité de collaborateur d'architecte puis enseigna le dessin d'architecture à la Technische Hochschule de Strasbourg. À partir de 1892, Albert Koerttgé se consacra entièrement à son art de peintre aquarelliste et de graveur paysagiste jusqu'à sa mort en 1940.
Albert Koerttgé, illustra le vieux Strasbourg en aquarelles et en gravures. Il participa aussi à la Kunschthafe (menus, invitations et cartes postales).
Des illustrations de Albert Koerttgé sont publiées dans Strasbourg historique et pittoresque depuis son origine jusqu'en 1870 de Adolphe Seyboth (1894) et dans La Cathédrale de Strasbourg de Léon Dacheux (1900).
Albert Koerttgé est mort le 18 mars 1940 à Heiligenstein (Bas-Rhin),,.
Il est inhumé avec sa famille au cimetière Sainte-Hélène de Strasbourg.

## Expositions
Albert Koerttgé exposa ses aquarelles strasbourgeoises à Strasbourg :
- à la société des amis des arts (Gesellschaft für Kunstfreunde, présidée par Georges Ritleng)  de 1886 à 1904;
- au salon des artistes strasbourgeois (November Ausstellung); premier salon en 1897 à l'hôtel de ville (avec les membres de la Revue Alsacienne Illustrée : Paul Braunagel, Léon Hornecker, Franz Laskoff (François Laskowski), Alfred Martzolff, Joseph Sattler, Charles Spindler);
- au second salon en 1903 au palais Rohan; avec Anton Dieffenbach, Lucien Blumer, Théodore Haas, Léon Honecker, Karl Jordan (peintre historique 1863-?), Neukirch, Georges Ritleng, Léo Schnug, Gustave Stosskopf, Tanconville;
- au salon d'art de la Revue Alsacienne Illustrée en 1905, galerie Bader-Nottin ; 23 rue de la Nuée-Bleue avec Théodore Haas, Léon Honecker, Gustave Kraft, Henri Loux, Lothar von Seebach, Charles Spindler et Gustave Stosskopf[4].

Et à Mulhouse, Nancy, Karlsruhe et Paris en 1924 au Salon d'hiver Exposition d'art Alsacien.